# カリブプレート

薄いピンク色がカリブプレート

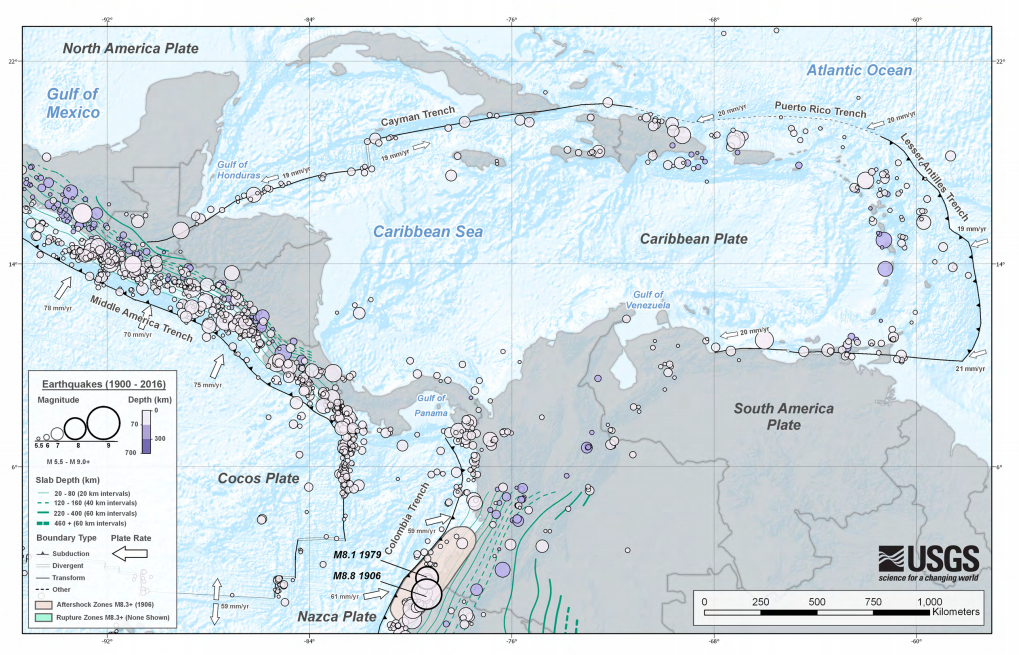
1900-2016年にかけてのプレート周辺の地震

カリブプレートは、カリブ海および中央アメリカの一部、南アメリカ大陸北部の一部の地殻及びマントル上方のリソスフェアを形成する大陸プレートである。

## 歴史
北アメリカ大陸と南アメリカ大陸は分離したまま西に移動し白亜紀の後半に最も離れる。その後、両大陸の間の地殻がカリブプレートとして分離し、両大陸は逆に近づいていった。最終的には両大陸がパナマ地峡を介して地続きになるに至った。
両大陸が近づく過程でカリブプレートは全方向から圧縮されたため、次第に小さくなっていった。プレート境界部分では造山運動が盛んで、多くの島や半島などを生み出した。

## 周辺のプレートとの関係
エルサルバドルからコスタリカにかけての太平洋岸は中央アメリカ海溝の一部で、カリブプレートの下にココスプレートが沈み込んでいる。パナマ南岸はナスカプレートとの境界、パナマ・コロンビア国境地帯は南アメリカプレートとの境界で、衝突型境界やトランスフォーム断層などと推定されているが不明瞭である。
コロンビア北岸では、カリブプレートが南アメリカプレートの下に沈み込む海溝となっている。アルバ近海 - カラカス近海 - トリニダード・トバゴ東方沖までは拡大型境界やトランスフォーム断層で、ここでも南アメリカプレートと接している。小アンティル諸島の東岸は海溝となっており、南アメリカプレートがカリブプレートの下に沈み込んでいる。この海溝では、プレートの沈み込みの影響で小アンティル諸島の諸火山が活動している。
アンティグア・バーブーダ付近からは北アメリカプレートとの境界となる。この付近では、大アンティル諸島北岸のプエルトリコ海溝と南岸の海溝のどちらがプレートの境界であるか議論があり、定まっていない。キューバ南岸より西側はケイマン海溝（トランスフォーム断層）が境界をなしていることがわかっている。ケイマン海溝はグアテマラに達すると拡大型境界に変わり、中央アメリカ海溝まで続いている。

## 地震
この地帯を震源とする地震では、2010年に発生したM7.0を観測したハイチ地震と2018年にM5.8を観測したハイチ地震が有名である。また、2021年にハイチ付近を震源とするM7.2を観測する地震があり、死傷者を多数出した地震が近年多発している。